# 竹田大徳
竹田 大徳（たけだ の だいとく/だいとこ）は、飛鳥時代の人物。旧仮名遣いでの読みは「たけだのだいとく」または「だいとこ」で同じ。姓はなし。672年の壬申の乱で大海人皇子（天武天皇）側の高市皇子に従って都を脱した。

## 経歴
古代に竹田氏は複数知られており、大徳の出自は不明である。壬申の乱が勃発した際、大徳は近江国大津京にいたらしい。大津京にいた高市皇子は、父の大海人皇子の挙兵を知って京を脱出し、6月25日に鹿深を越えて積殖山口で大海人皇子の一行に合流した。このとき高市皇子に従っていたのが、民大火、赤染徳足、大蔵広隅、坂上国麻呂、古市黒麻呂、竹田大徳、胆香瓦安倍であった。鹿深は近江甲賀郡のあたりである。積殖は、後の伊賀国阿拝郡柘植郷（現在の伊賀市柘植）と推定され、当時は伊勢国に属した。大徳のその後の行動については記録がない。